# Protector Shoal
In inglese  il Protector Shoal o in spagnolo il Banco Protector è un vulcano sottomarino situato 50 km a nordovest dell'isola di Zavodovski, nell'arcipelago delle Isole Sandwich Australi, nella parte meridionale dell'Oceano Atlantico. È il più settentrionale di una serie di vulcani della dorsale Scotia e dell'arco insulare della Georgia del Sud.
Il vulcano si innalza di 1.200 metri rispetto al fondale oceano e arriva fino a 55 metri al di sotto del livello del mare. La limitata profondità costituisce un pericolo per la navigazione, specialmente in caso di mare mosso con notevole escursione dell'altezza del moto ondoso.
Il vulcano ha almeno due coni satelliti adiacenti.

## Attività vulcanica e sismica
L'ultima eruzione è avvenuta nel marzo 1962 e ha prodotto un grande volume di pietra pomice riolitica che si è sparsa su un'area di oltre 5.100 km2. Il Protector Shoal è l'unico vulcano dell'arcipelago da cui sono avvenute emissioni riolitiche, mentre negli altri vulcani delle Sandwich Australi i flussi eruttivi sono a base di magma basaltico.
Il 14 aprile 2008 nella zona del vulcano è stata registrata una scossa di magnitudine 6,0 della scala Richter.

## Denominazione
Il vulcano prende il nome dalla HMS Protector, un pattugliatore del ghiaccio della Royal Navy britannica, che nel marzo del 1962 avvistò una grande zattera galleggiante di pietra pomice originata dall'eruzione di questo vulcano. La massa di pietra galleggiante continuò a spostarsi verso ovest fino a raggiungere la Nuova Zelanda.